# Guilde russe des critiques de cinéma
La Guilde russe des critiques de cinéma (Gildia Kinovedov i Kinokritikov Rossii) est une  association russe de critiques de cinéma, basée à Moscou, en Russie et fondée en 1998.
Elle décerne chaque année les prix de la Guilde russe des critiques de cinéma, qui récompensent les meilleurs films de l'année (russes et étrangers).

## Prix
- Bélier d'Or (Golden Aries)
- Éléphant blanc (White Elephant)

## Catégories de récompense
- Meilleur film étranger (Best Foreign Film)
- Meilleure actrice étrangère (Best Foreign Actress)

## Palmarès
Les lauréats seront indiqués ci-dessous dans chaque catégorie en caractères gras

### Meilleur film étranger
- 2001 : Le Fabuleux Destin d'Amélie Poulain
- 2002 : Huit Femmes
- 2006 : Match Point •  Royaume-Uni  États-Unis  Luxembourg

### Meilleure actrice étrangère
- 2001 : Audrey Tautou pour le rôle de Amélie dans Le Fabuleux Destin d'Amélie Poulain
- 2002 : Isabelle Huppert pour le rôle de Augustine dans Huit Femmes